# Rocquefort
Rocquefort ist eine französische Gemeinde mit 322 Einwohnern (Stand: 1. Januar 2022) im Département Seine-Maritime in der Region Normandie. Sie gehört zum Arrondissement Rouen und zum Kanton Saint-Valery-en-Caux. Die Bewohner werden Rocquefortais und Rocquefortaises genannt.

## Geografie
Rocquefort liegt westlich des Zentrums des Départements, etwa 38 Kilometer nordwestlich von Rouen in der Landschaft Pays de Caux. 
Umgeben wird Rocquefort  von den sechs Nachbargemeinden:
| Cliponville | Héricourt-en-Caux                           | Hautot-Saint-Sulpice |
|             | Kompassrose, die auf Nachbargemeinden zeigt |                      |
| Envronville | Hautot-le-Vatois                            | Les Hauts-de-Caux    |

## Bevölkerungsentwicklung
| Jahr      | 1962 | 1968 | 1975 | 1982 | 1990 | 1999 | 2006 | 2013 | 2020 |
| Einwohner | 234  | 240  | 209  | 227  | 250  | 270  | 312  | 311  | 323  |

## Sehenswürdigkeiten
- Die neuromanische Pfarrkirche Notre-Dame de l’Assomption wurde im 19. Jahrhundert  als Ersatz für den Vorgängerbau aus dem 13. Jahrhundert vollständig neu errichtet.
- Friedhofskapelle

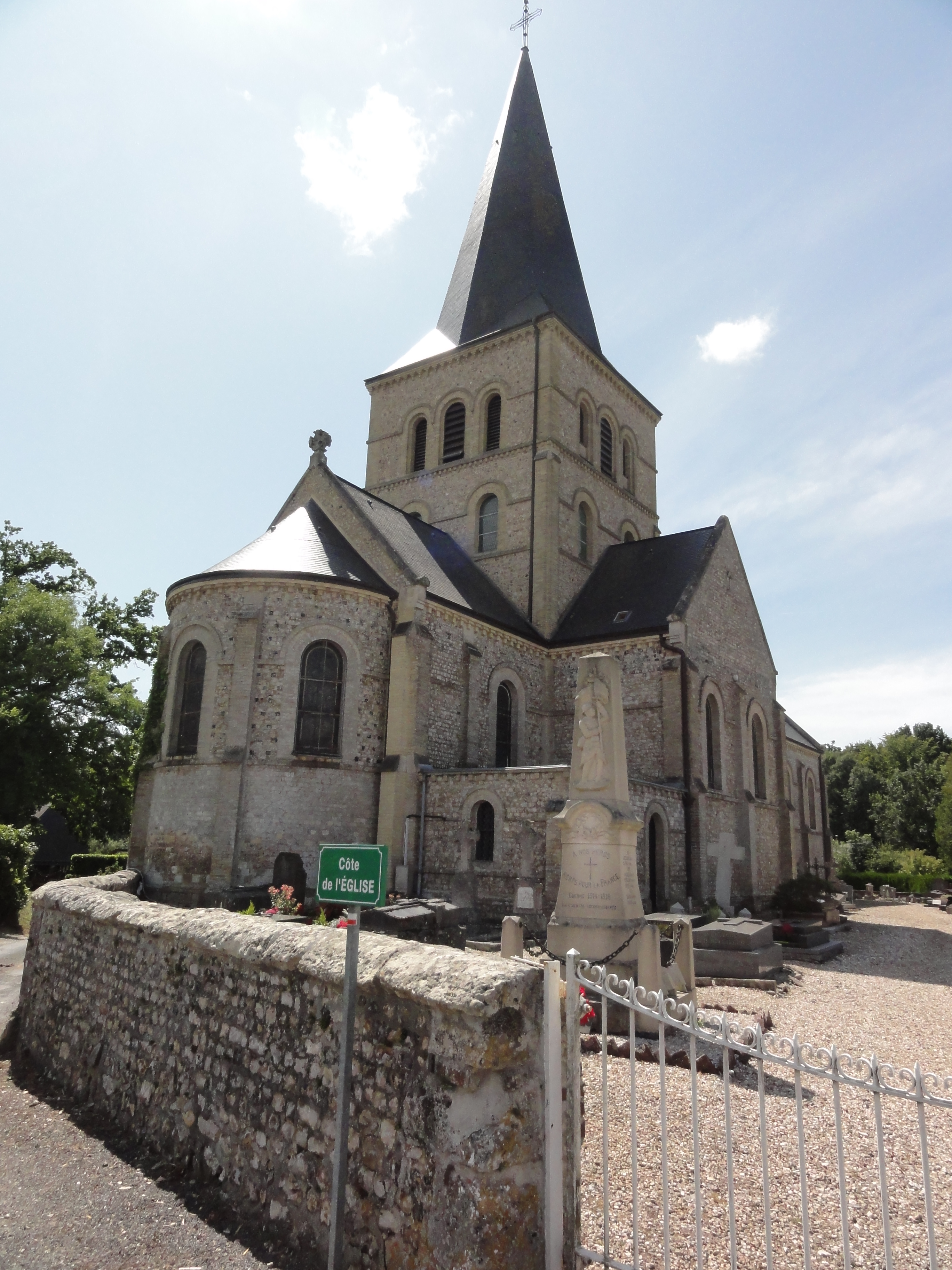
Pfarrkirche Notre-Dame de l’Assomption
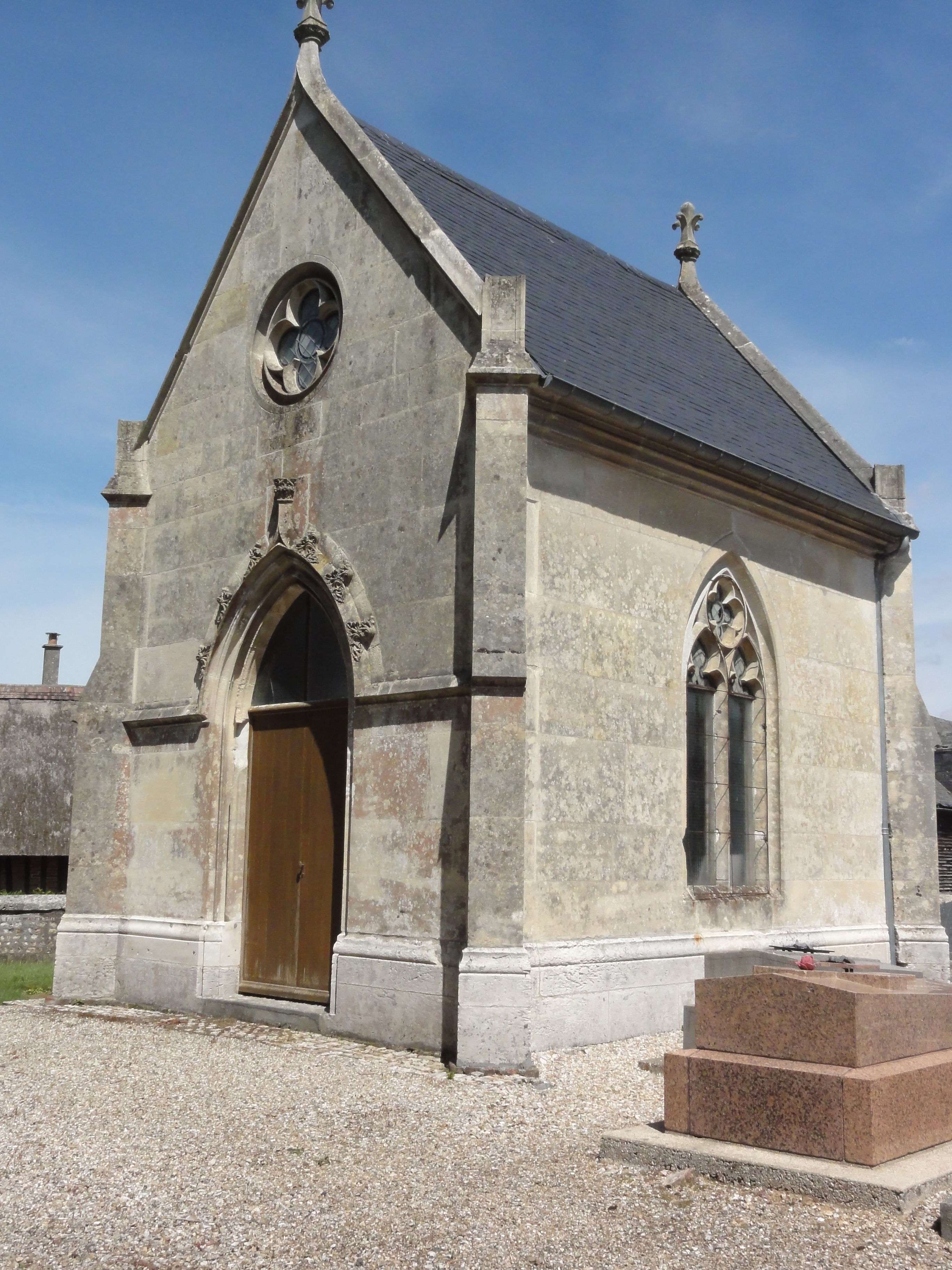
Friedhofskapelle